# Grenz-Echo
Grenz-Echo è un quotidiano in lingua tedesca pubblicato a Eupen, in Belgio, rivolto principalmente alla Comunità germanofona del Belgio e alle aree limitrofe dell'est del Paese.

## Storia e caratteristiche
La prima pubblicazione di Grenz-Echo, che ha sede a Eupen, risale a giugno 1927; il giornale si autodefinisce politicamente indipendente, tollerante e cristiano, viene pubblicato sei giorni alla settimana e copre sia notizie locali che di interesse nazionale e internazionale.
Nel 1933 il quotidiano fu bandito nella Germania nazista per le sue posizioni contrarie a quelle del regime, ma fu riammesso dopo la seconda guerra mondiale.
Nel 2011 aveva una diffusione di quasi 12 000 copie.